# El Nido
El Nido – jednostka osadnicza w Stanach Zjednoczonych, w stanie Kalifornia, w hrabstwie Merced. Jej nazwa oznacza gniazdo w języku hiszpańskim. Znajduje się 18 km na południe od Merced, na wysokości 43 m n.p.m. Według spisu z 2020 społeczność liczyła 331 mieszkańców.